# ブライアン・ジョゼフソン
ブライアン・D・ジョセフソン（Brian David Josephson, 1940年1月4日 - ）は、イギリスの物理学者。1973年のノーベル物理学賞を受賞。
2007年末現在、ケンブリッジ大学名誉教授として、キャベンディッシュ研究所の凝縮系物質理論 (TCM) 部門において、Mind-Matter Unification Project（精神-物質統合プロジェクト）を指揮している。トリニティ・カレッジのフェローでもある。

## 学生時代まで
ウェールズのカーディフに生まれる。地元の高校を卒業後ケンブリッジ大学に進学し、1960年に学士号を取得。学部学生のころから優秀で自信に満ちた学生として有名になっていた。彼が出席する講義では、講師は特に正確さに注意が必要だった。さもないと、講義後にジョセフソンに丁寧に間違いを指摘されることになったという。学部学生時代に発表した論文は、アメリカとイギリス双方による重力による赤方偏移についての異なる測定結果を両立させるべくメスバウアー効果の熱的補正を計算したものだった。学士号取得後もケンブリッジに留まり、1964年に物理学の博士号を取得。1970年代にはトランセンデンタル・メディテーション（超越瞑想、TM）を学んでいる。

## 経歴
1962年、トリニティ・カレッジのフェローとなり、アメリカ合衆国に渡ってイリノイ大学の助教授となった。1967年にケンブリッジ大学に戻ってキャヴェンディッシュ研究所の研究助手となった。1970年王立協会フェロー選出。ジョゼフソン効果と呼ばれることになる現象を予測した研究を行った（後にノーベル物理学賞を受賞）。1974年に物理学教授に就任。2007年に引退するまで教授職を務めた。
1983年以降、ウェイン州立大学 (1983)、インド理科大学院 (1984)、ミズーリ工科大学 (1987) といった様々な研究機関の客員教授を務めている。
長年、キャヴェンディッシュ研究所の凝縮系物質理論 (TCM) 部門の一員として研究を続けている。TCM部門で助手を務めていた1973年に33歳でノーベル物理学賞を受賞。同時受賞した日本の江崎玲於奈とアメリカのアイヴァー・ジェーバーはそれぞれ4分の1で、ジョセフソンが2分の1を受け取っている。3人とも受賞当時は50歳未満であり、教授職に就いていなかったことも比較的異例である。
ジョセフソンはTCM部門で Mind–Matter Unification Project（精神-物質統合プロジェクト）を指揮している。また、NeuroQuantology: An Interdisciplinary Journal of Neuroscience and Quantum Physics という学術誌の編集委員も務めていた。

## 業績

### ジョセフソン効果
1962年、まだケンブリッジ大学の大学院生であったとき、演習問題を解く過程で、超伝導体同士のトンネル効果（ジョセフソン効果）の計算式を導き出した。これは、スイッチング速度が極めて速いため、シリコン素子を超える超高速コンピュータ素子としてのジョセフソン素子への応用が期待されている。この業績により、1973年のノーベル物理学賞の2分の1のシェアを獲得した。ジョセフソン効果は磁場に敏感であることから、高感度の磁束計にも使われている。また、1980年ごろまでにIBMがジョセフソン効果を使った実験的コンピュータ用素子を作り、一般的なシリコンベースのチップより10倍から100倍高速なスイッチングが可能だということを示した。

### 精神-物質統合プロジェクト
その後、量子力学の難問に取り組みながら、生命及び精神に関する研究を行なうようになる。
エルヴィン・シュレーディンガー、ニールス・ボーアやヴォルフガング・パウリなどのように、ノーベル物理学賞受賞後に生命や心の研究に向かう研究者が多いが、ジョセフソンもその一人といえるだろう。
ロジャー・ペンローズなどの量子脳理論では、脳内のマイクロチューブルの中で量子状態の崩壊が起こり、意識が生じるとされているが、ジョセフソンは心や生命を説明するためには、従来の量子力学を大幅に拡張するか、もしくは全く新しい理論、新しい物理学が必要であると主張する。現代の還元主義的量子論ではなく全体的な理論が必要であり、また言語・音楽などのように定式化できないものまで含むような理論も必要であるとする。
ジョセフソンが指揮する Mind–Matter Unification Project（精神-物質統合プロジェクト）は、大まかに知的プロセスとされているものを、理論物理学の観点から理解しようと、脳の機能や他の自然界のプロセスを扱うプロジェクトである。さらに言語や意識といった観点での脳を働きを解明すること、音楽と精神の関係の解明などを研究対象としている。それは、量子力学が自然の究極の理論ではないという確信に基づいている。彼は「量子力学は特定の領域では正しいが、自然を完全に描写することはできない」という。彼は物理学の相補性のような考え方が生物学にも適用可能だと信じている。ニールス・ボーアも同様の考え方をしていたが、マックス・デルブリュックは生命が微視的相互作用によるものであって、量子力学は無関係だと断じた。
教授職引退後もジョセフソンはこのプロジェクトだけは熱心に続けている。無作為な物理過程を生命体が偏らせるといった現象の背後に潜む機構を見出すことを目的としている。

### 超心理学
ジョセフソンは超心理学的現象を信じている科学者としても有名で、東洋の神秘主義が科学的理解と関連するかもしれないという可能性にも興味を持っている。彼は王立協会創立のモットー nullius in verba（一切の権威を認めない）を信条としており、「科学者が全体としてある考え方を否定したとしても、その考え方が不合理だという証拠にはならない。むしろ、そのような主張の基盤を慎重に調査し、どれほどの精査に耐えるかを判断すべきだ」と述べている。
2001年、ノーベル賞100周年の記念切手に添える小冊子の中でジョセフソンは超心理学的現象についての見解を示し、注目を浴びた。ロイヤルメールはノーベル賞100周年記念切手発行に際して、ジョセフソンにノーベル賞と受賞分野の研究の意義についての短い文章を依頼した。ジョセフソンが書いたのは、次のような文章である。

物理学者らは自然の複雑さを単一の統一理論で表そうとし、中でも成功した理論が量子論で、いくつかのノーベル賞がその分野に与えられている。例えばポール・ディラックやヴェルナー・ハイゼンベルクが挙げられる。マックス・プランクは100年前に熱い物体からのエネルギー放射の量を正確に説明しようとして量子論の基礎を築き、そこからレーザーやトランジスタが生まれた。

量子論は情報理論や計算理論と結び付けられ、大きな成果をあげている。そこから発展していけば、従来の科学では解明されていない（イギリスで研究が進んでいる）テレパシーなども説明できるかもしれない。
この文章を批判する物理学者たちがおり、中でもデイヴィッド・ドイッチュに至っては「全くの屑だ。テレパシーなど存在しない。ロイヤルメールは全くのナンセンスを支持しているかのように見られることになり騙されたようなものだ」などと主張した。これに対してジョセフソンは「テレパシーの存在を示す証拠はいくつもある。しかし、そういった主題の論文は拒絶されてしまう。全く不公平だ」と指摘した。
2005年、ジョセフソンは「超心理学は普通の研究分野の1つになるべきだったのに、今もその主張は一般に受け入れられていない」と述べている。彼はこの状況をアルフレート・ヴェーゲナーの大陸移動説の場合と引き比べている。大陸移動説はウェゲナーの死後、徐々に受け入れられるようになった。ジョセフソンは、多くの科学者がまだ超心理学や超常現象の証拠を検討していないという。また、一部の科学者はテレパシーなどの考え方を受け入れがたいと感じており、そういった感情が検討そのものを妨げる、と指摘されている。

### 常温核融合
ジョセフソンは、マルチン・フライシュマンとスタン・ポンスによる1989年の常温核融合の発見についてさらなる調査を行った。その後多くの科学者が現象を再現しようとして失敗したが、ジョセフソンは再現に成功した例を知っていると主張した。

## 受賞歴
- 1969年: New Scientist Award、Research Corporation Award[4]
- 1970年: フリッツ・ロンドン記念賞[4]
- 1972年: ガスリー賞（イギリス物理学会）、エリオット・クレッソン・メダル（Franklin Institute）、ヒューズ・メダル（王立協会）[4]
- 1973年: ノーベル物理学賞[2]
- 1982年: ファラデー・メダル[4]

## 主な著作
- 『ノーベル賞科学者ブライアン・ジョセフソンの科学は心霊現象をいかにとらえるか』（訳：茂木健一郎・竹内薫、徳間書店）：ISBN 4-19-860702-8
  - 上記著作の原タイトルは、The Paranormal and Platonic Worldとなっている。直訳すれば、「科学をこえた精神的世界」。内容は、量子論の限界から生命・意識・哲学・音楽・などに関するものまで幅広い。特にノーベル賞の内容とも関わる、量子の非局在性が生命現象や意識状態に関わる可能性を指摘している。意識状態の伝達であるテレパシーにも触れているため、出版社が販売促進のために人目につきやすい日本語タイトルをつけたものと思われ誤解を受けやすいが、量子論と拡張された科学に基づくきわめてまともな議論が行われている。

### 論文・エッセイ
- 1964: "Coupled Superconductors", Review of Modern Physics, 36 [1P1].
- 1965: "Supercurrents through Barriers", Advances in Physics, 14 [56].
- 1992: "Telepathy Works", New Scientist, 135 [1833], 50-50.
- 1992: "Defining Consciousness", Nature, 358 [6388], 618-618.
- 1993: "All in the Memes", New Statesman & Society, 6 [276], 28-29.
- 1994: "Awkward Eclipse", New Scientist, 144 [1956], 51-51.
- 1995: "Light Barrier", New Scientist, 146 [1975], 55-55.
- 1997: "Skeptics Cornered", Physics World, 10 [9], 20-20.
- 1999: "What is truth?", Physics World, 12 [2], 15-15.
- 2000: "Positive bias to paranormal claims", Physics World, 13 [10], 20-20.
- 2006: "Take nobody's word for it", New Scientist, 192 [2581], 56-57.

## 関連事項
- ジョセフソン効果
- ジョセフソン素子
- ノーベル賞受賞者からの公開書簡 (2022年)